# Frankie Jonas
Franklin Nathaniel "Frankie" Jonas (n. 28 septembrie 2000) este un muzician și actor american, care are un rol recurent de pe Disney Channel sitcom, Jonas. Frații lui mai mari - Joe, Nick și Kevin - sunt în grupul muzical de muzică pop, Jonas Brothers.

## Filmografie
| Film        | Film                             | Film          | Film              |
| An          | Film                             | Rol           | Note              |
| ----------- | -------------------------------- | ------------- | ----------------- |
| 2009        | Ponyo                            | Sōsuke        | Rol muzical major |
| 2010        | Camp Rock 2: The Final Jam       | Fred Gray     | Caracter minor    |
| Televiziune |                                  |               |                   |
| An          | Titlu                            | Rol           | Note              |
| 2008        | Jonas Brothers: Living the Dream | El însuși     | Serii reale       |
| 2009        | Jonas                            | Frankie Lucas | Rol minor         |